# Рекомбинантни ткивни активатор плазминогена
Рекомбинантни ткивни активатор плазминогена (р-тПА) који се назива и активаза или алтеплаза облик је ткивног активатора плазминогена (тПА) и врста системског тромболитичког средства који се прави у лабораторији. Помаже у растварању крвних угрушака и користи се за лечење срчаних удара, можданог удара и угрушака у плућима. Такође се проучава у лечењу рака.
Кратак временски оквир од 3 сата је тај у коме пацијент испуњава услове за лечење р-тПА и главни је фактор који доприноси релативно малом броју пацијената који примају овај лек. Употреба р-тПА 3 до 4,5 сата од појаве симптома можданог удара није проучавана и стога се тренутно не препоручује.

## Употреба р-тПА код можданог удар
Употреба рекомбинантног ткивног активатора плазминогена (р-тПА) је већ неколико година стандард неге за лечење акутног исхемијског можданог удара. Студије које процењују ефикасност, безбедност и оптимално време употребе р-тПА су у току. Недавно су резултати нових студија довели до проширења кратког временског оквира од појаве симптома можданог удара у коме пацијент може да прими овај третман. Поред тога, доступно је више података који подржавају тренутне циљеве давања р-тПА пацијентима који испуњавају услове што је брже могуће, јер је доказано да ранији третман побољшава исходе.
Рекомбинантни ткивни активатор плазминогена (р-тПА) је једина одобрена терапија за акутни исхемијски мождани удар (АИС). У 2004. години, 1,8% до 2,1% пацијената са АИС-ом у Сједињеним Америчким Државама примило је р-тПА. С обзиром на подстицаје регулаторних агенција и платиша да повећају употребу р-тПА, употреба ртПА у Сједињеним Америчким Државама из године у годину се повећавала па је тако употреба тромболитика порасла са 1,1% у 2005. на 3,4% у 2009. години.
Смернице клиничке праксе које су објавили и Америчко удружење за срце и Америчко удружење за мождани удар (АХА/АСА) 2007. године и Амерички колеџ грудних лекара 2008. године препоручују употребу тромболитичког агенса рекомбинантног ткивног активатора плазминогена  за лечење акутни исхемијски мождани удар  код подобних пацијената.
Због изузетно малог временског оквира у којем пацијент има право на р-тПА, процењује се да само 3% до 5% оболелих од можданог удара стигне у болницу на време да би се размотрили за овај третман. Овај мали број је обесхрабрујући јер је „крајњи циљ ране реперфузионе терапије смањење или спречавање инфаркта мозга и на тај начин минимизирање дуготрајног инвалидитета, неуролошких оштећења и морталитета од можданог удара“. Како је мождани удар трећи најчешћи узрок смрти у САД, који усмрти 137.000 људи сваке године, смањење смртности би потенцијално могло поштедети животе великог броја пацијената правовремена употреба р-тПА имала би важну улогу у терапији акутног можданог удара.

### Времена од врата до игле
Из литература и садашњих резултати података потврђују да су исходи и морталитет код пацијената са акутним можданим ударом бољи код пацијената који примају р-тПА што је пре могуће након појаве симптома можданог удара. Времена од врата до игле од ≤60 минута код пацијената са можданим ударом порасла су са 19,5% у 2003. на 29,1% у 2009. години, што је повећање од око 1,6% годишње.
Са успостављањем више центара за мождани удар и континуираним фокусом на све центре за мождани удар како би испунили циљ благовремене администрације р-тПА, вероватно ће се резултати преживљавања код акутног исхемијског можданог удара наставити побољшавати у наредним годинама.